# Rötkammare

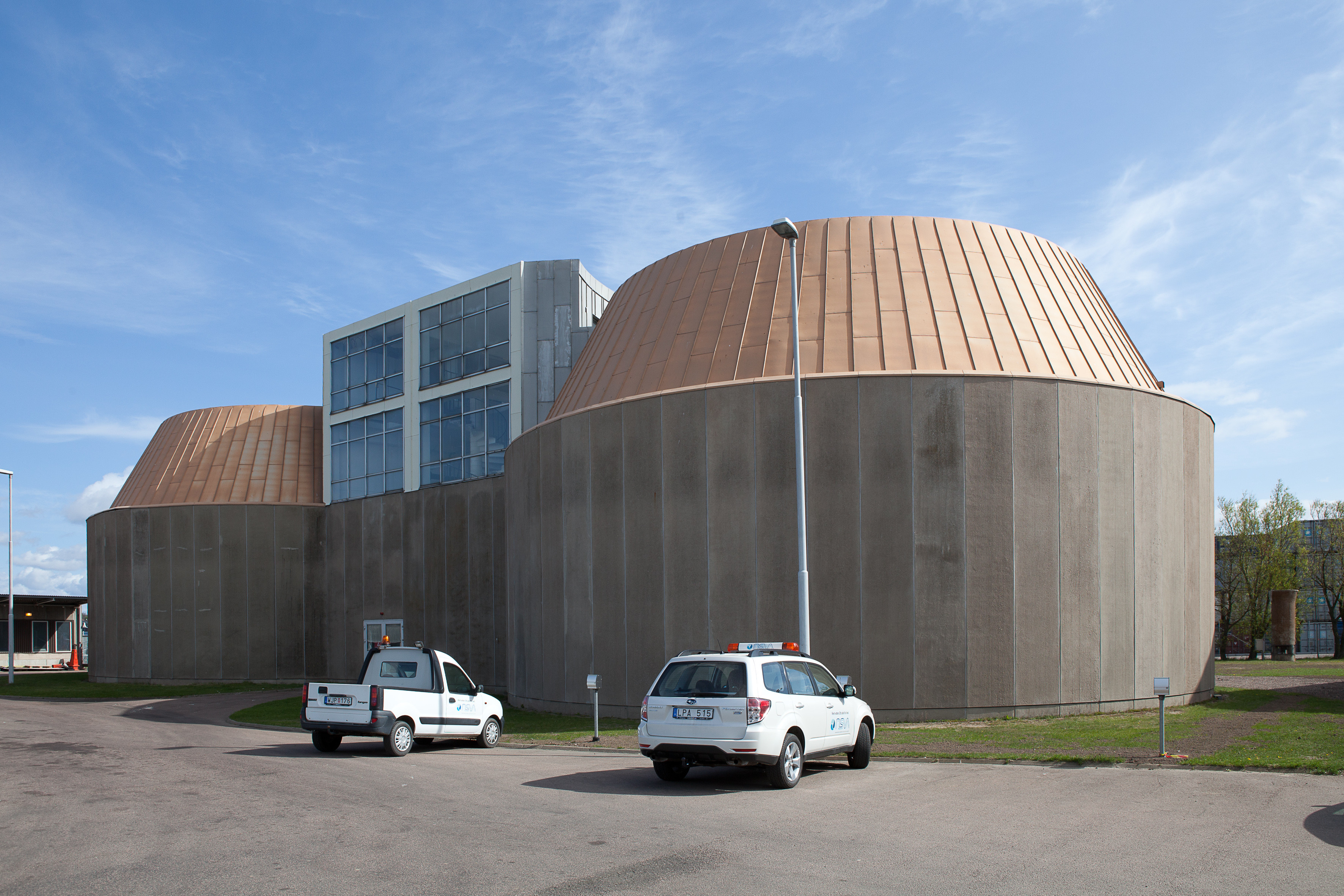
Rötkammare på Öresundsverket i Helsingborg.

Rötkammare, är en sluten tank för rötning av till exempel rötslam från reningsverk. Det förekommer även att lantbruksgårdar bygger rötkammare för att röta gödsel och annat organiskt avfall, till exempel vall.
Även de utrymmen på t.ex. naturhistoriska museer där man för undersökning och preparering tar hand om fågel- och däggdjurskadaver går ibland under benämningen "rötkammare".